# شاومي إم آي 2 إس
شاومي إم آي 2 إس (بالإنجليزية: Xiaomi Mi2S)‏ هو هاتف ذكي من شيومي يعمل بنظام أندرويد، تم طرحه في الأسواق في أبريل 2013.

## الخصائص
- نظام التشغيل: أندرويد
- الكاميرا الأمامية: 2 ميجابكسل
- الكاميرا الخلفية: 8 ميجابكسل
- المعالج: 70 جيجا هرتز
- الذاكرة: 2 جيجابايت
- التخزين: 16 جيجابايت

## وصلات خارجية
- الموقع الإلكتروني